# Stachys salisii
Stachys salisii là một loài thực vật có hoa trong họ Hoa môi. Loài này được Jord. & Fourr. miêu tả khoa học đầu tiên năm 1868.